# Cascata da Peneda
A Cascata da Peneda é uma queda de água (cascata) que se localiza na Serra da Peneda, Parque Nacional da Peneda-Gerês, freguesia de Gavieira, concelho de Arcos de Valdevez e distrito de Viana do Castelo, em Portugal.
Esta cascata é visível de grande distância devido à espuma branca que as suas águas fazem na queda. De longe parece apenas um pequeno fio de água que desliza serenamente sobre as rochas do Parque Nacional da Peneda-Gerês, mas nas proximidades da cascata é possível ver-se todo o seu esplendor: a ribeira corre com fúria e envolta em grande ruído, apresentado a queda-de-água um desnível de 30 metros de altura. As águas da cascata caem precisamente nas traseiras dos antigos dormitórios dos peregrinos do Santuário de Nossa Senhora da Peneda (reconvertidos desde 2005 num hotel), passam por baixo do edifício e do largo fronteiro, indo juntar-se ao rio da Peneda que corre ali perto.
Rezam as lendas que envolvem o Santuário de Nossa Senhora da Peneda que é Nossa Senhora da Peneda quem olha por estas cascatas e por todo este mágico espaço inserido no cerne do Alto Minho.

## Galeria de fotos

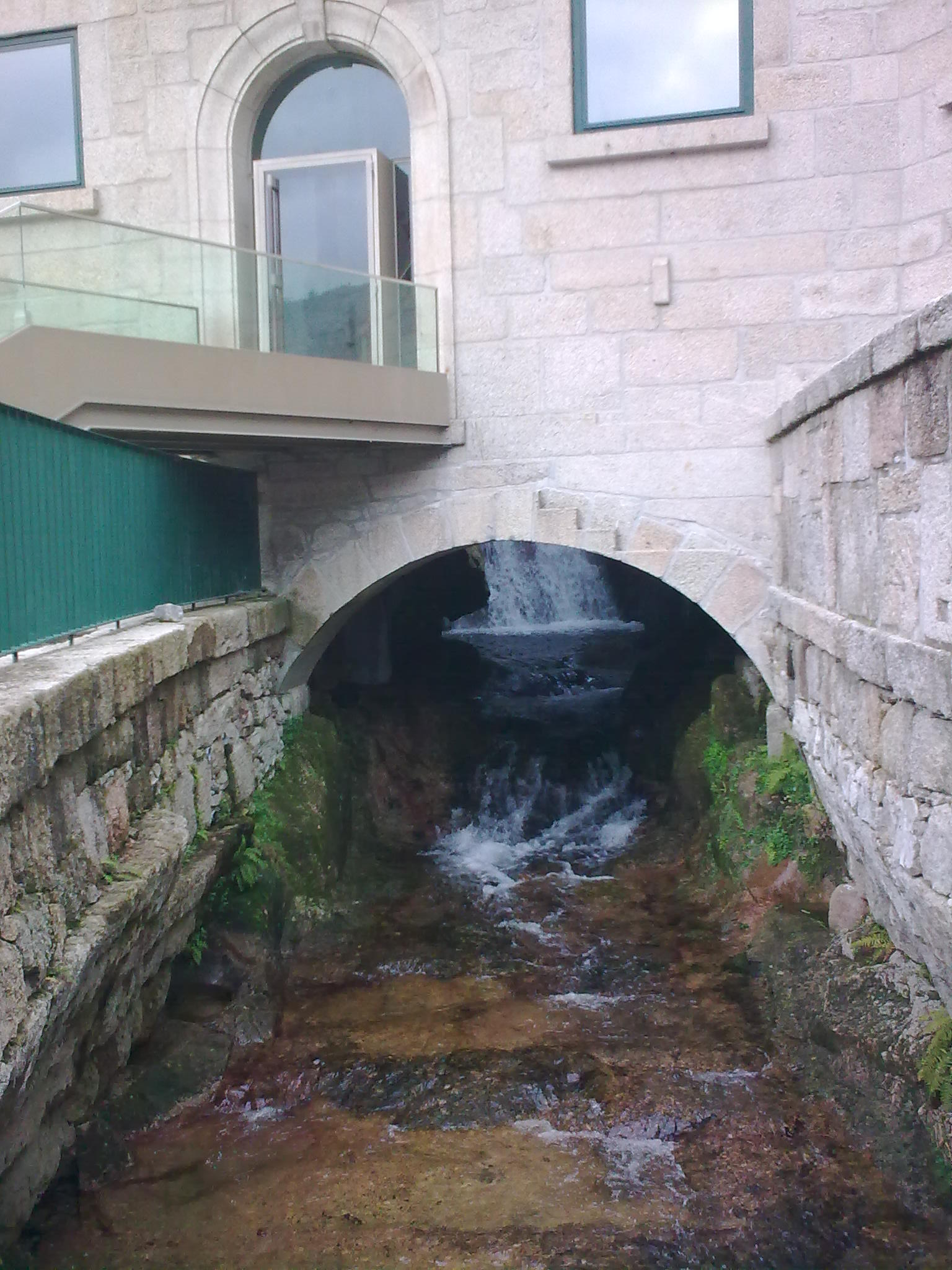
Ribeira da Cascata da Peneda passando por baixo do Hotel da Peneda.